# Clive Donner
Clive Donner (ur. 21 stycznia 1926 w Londynie, zm. 7 września 2010) – brytyjski reżyser i montażysta filmowy.
Jego ojciec był muzykiem, matka prowadziła sklep z ubraniami. Dziadkowie byli polskimi imigrantami. W wieku 16 lat rozpoczął pracę w studiu filmowym Denham Film Studios jako asystent montażysty. Po służbie w Marynarce Królewskiej (w latach 1944–1947), wrócił do studia i uczył się zawodu reżysera i montażysty od reżysera Davida Leana. Wkrótce, już jako samodzielny montażysta, rozpoczął pracę w Pinewood Studios, a w wieku 32 lat rozpoczął pracę reżysera niskobudżetowych filmów (jego debiut to The Secret Place – 1956). W latach 70. i 80. współpracował głównie z telewizją, reżyserując seriale telewizyjne, filmy dokumentalne oraz reklamy.
Światową sławę przyniósł mu film Co słychać, koteczku? (1965) – komedia o kawalerze usiłującym opanować impuls popychający go do uwodzenia każdej kobiety. Scenariusz filmu napisał Woody Allen (zagrał również jedną z drugoplanowych ról). Film wywołał skrajne opinie krytyków. „New York Herald Times” pisało, że film jest „Krzykliwym zlepkiem wulgarnych dowcipów, ekstrawaganckiego kiczu i rażącej seksualności, rozsnutych wokół monotonnej intrygi i zużytych komediowych sytuacji”, ale „Village Voice” uznał film za „najlepszy jak dotąd film roku, a już z całą pewnością najlepsza komedia”. W 1963 otrzymał Srebrnego Niedźwiedzia na Festiwalu Filmowym w Berlinie za Dozorcę.

## Filmografia (jako reżyser)
- Karol Wielki (Charlemagne, le prince à cheval) – 1993
- Terror Stalks the Class Reunion – 1992
- Arrivederci Roma – 1990
- Not a Penny More, Not a Penny Less – 1990
- Abelard i Heloiza (Stealing Heaven) – 1988
- Altanka nieboszczyka (Dead Man’s Folly) – 1986
- Babes in Toyland – 1986
- Król Artur (Arthur the King) – 1985
- Opowieść wigilijna (A Christmas Carol) – 1984
- To Catch a King – 1984
- Szkarłatny kwiat (The Scarlet Pimpernel) – 1982
- Oliver Twist – 1982
- Charlie Chan i klątwa Dragon Queen (Charlie Chan and the Curse of the Dragon Queen) – 1981
- Naga bomba (The Nude Bomb) – 1980
- She Fell Among Thieves – 1978
- Złodziej z Bagdadu (The Thief of Bagdad) – 1978
- Spectre – 1977
- Rogue Male – 1976
- Vampira – 1974
- Alfred the Great – 1969
- Here We Go Round the Mulberry Bush – 1967
- Nie ma to jak we dwoje (Luv) – 1967
- Co słychać, koteczku? (What’s New, Pussycat) – 1965
- Nothing But the Best – 1964
- Dozorca (The Caretaker) – 1963
- Some People – 1962
- The Sinister Man – 1962
- Sir Francis Drake – 1961
- Marriage of Convenience – 1960
- Danger Man – 1960-61
- Heart of a Child – 1958
- The Secret Place – 1957
- Hallmark Hall of Fame – 1951